# The Elder Scrolls III: Tribunal
The Elder Scrolls III: Tribunal is de eerste uitbreiding voor The Elder Scrolls III: Morrowind van Bethesda Softworks. Het vindt plaats in de tempel/stad van Mournhold, de hoofdstad van Morrowind, gelegen in de grotere stad Almalexia. De titel verwijst naar de drie "Levende Goden", die bekendstaan als de Tribunal.
In plaats van rechtstreeks de originele gamewereld te wijzigen, is de stad Mournhold enkel toegankelijk via teleportatie. Terwijl de stad Mournhold lijkt op de openluchtsteden van het originele spel, is Mournhold eigenlijk te vergelijken met een kamer aan de binnenkant. Spelers kunnen niet zweven terwijl ze in Mournhold zijn, omdat levitatie zou onthullen dat de "lucht" van Mournhold niet veel meer is dan een plafond (hoewel het spel zegt dat dat verboden is om zo Almalexia niet te beledigen). Zou een speler toch over de muren van Mournhold gaan (door het gebruik van spreuken of rollen zoals de Scroll of Icarian Flight) zullen zij zien dat het gebied van Mournhold zweeft in een eindeloze oceaan. De andere districten van Mournhold zullen zich niet in de oceaan bevinden. Dit is waarschijnlijk gedaan omdat het originele spel de eilanden van Vvardenfell omvatten, en Mournhold ligt volgens de fictieve geografie van Tamriel op het vasteland en op een aanzienlijke afstand landinwaarts.
Het meest opvallende aspect van Tribunal is de wijziging van Morrowinds dagboeksysteem. In het originele spel kan een spelers dagboek extreem lang en omslachtig worden. Tribunal staat een speler toe om zijn dagboek per queeste te sorteren (in plaats van chronologisch) om zo te bepalen wat noodzakelijk is voor een bepaalde queeste. Een ander opvallende kenmerk van de uitbreiding is de Museum of Artifacts. De eigenaar van het museum zal de speler de helft van de waarde van een artefact betalen (tot 30.000 goud) voor een van de zeer zeldzame artefacten van Morrowind. Dit is meer dan de speler voor een artefact kan krijgen dan bij enig andere winkel. Het museum start met een artefact (Stendarr's Hammer), en zet de nieuwe artefacten in vitrines als zij verkocht zijn aan het museum.

## Verhaal
Zodra Tribunal is geïnstalleerd zal het verhaal starten nadat de speler eerst gaat slapen. De speler zal aangevallen worden door een moordenaar, die later een lid van de Dark Brotherhood, een moordenaarsgilde die heel Tamriel overspant, bleek te zijn. Om meer over de Dark Brotherhood te weten te komen, zal de speler gestuurd worden naar Mournhold - de hoofdstad van Morrowind. Zodra je in Mournhold bent, zal de speler het hoofd van de Dark Brotherhood moeten zoeken en een reeks queesten moeten uitvoeren voor de nieuwe koning Helseth en de Levende God Almalexia. 
Na de voltooiing van een van de nevenqueesten valt een groep van mechanische wezens genaamd Fabricants plotseling Plaza Brindisi Dorom aan. De wezens komen uit het standbeeld in het midden van het plein, en na hun aanval wordt er een geheime doorgang naar Dwemerruïnes onthuld. Omdat de wezens mechanisch zijn, wordt er vermoed dat de geheimzinnige god Sotha Sil achter de aanval zit. De speler moet dan de ruïnes onderzoeken en nog wat nevenqueesten voltooien om Nerevars verloren zwaard genaamd Trueflame te reconstrueren. Nadat je het zwaard hebt, wordt de speler gestuurd naar Clockwork City om Sotha Sil te doden.
Dit is mogelijk omdat de verhaallijn plaatsvindt na de gebeurtenissen van het hoofdplot van Morrowind en er wordt aangenomen dat de Heart of Lorkhan al vernietigd is, dus ervoor zorgt dat al de levende goden sterfelijk zijn. De speler blijft alle kamers van Clockwork City doorzoeken totdat hij uiteindelijk Sotha Sil dood terug vindt. Wanneer de speler de kamer probeert te verlaten, verschijnt Almalexia en ze beweert dat zij Sotha Sil had vermoord en aangezet had op de aanval in Mournhold om zo meer macht en controle over de burgers te krijgen. Het is ook mogelijk dat Sotha Sil al lang dood was (zoals blijkt uit zijn schijnbare verval) en dat zij door de Heart of Lorkhan gek is geworden en de stilte van Sotha Sil opvatte als spot. De speler wordt dan gedwongen om Almalexia te doden voordat hij terug kan keren naar Mournhold.
Nadat de speler de tempel van Almalexia verlaat, onthult de Daedric Prins Azura dat de Heart of Lorkhan Almalexia gek maakte en ervoor zorgde dat zij meer macht wou verwerven, en dat gewone stervelingen geen goden kunnen worden zonder gevolgen. Gedurende de latere gameplay zijn er maar drie personages die geloven dat Almalexia echt dood is; alle anderen zijn niet in staat dit verhaal te geloven en zullen zich slechter gedragen tegenover de speler als hij erop aandringt dat dit waar is.
Door de Heart of Lorkhan te vernietigen en Almalexia te doden, blijft de speler de profetieën van de Nerevarine voltooien, in het bijzonder - de dood van de Tribunal.

## Ontvangst
| Beoordeeld door      | Jaar | Score |
| -------------------- | ---- | ----- |
| games xtreme         | 2003 | 95%   |
| RPGFan               | 2002 | 94%   |
| IGN                  | 2002 | 86%   |
| PC Zone Benelux      | 2003 | 81%   |
| Gamesmania           | 2003 | 81%   |
| Game Over Online     | 2003 | 80%   |
| Netjak               | 2003 | 78%   |
| GameSpy              | 2002 | 78%   |
| JeuxVideoPC.com      | 2003 | 70%   |
| Joystick (Frankrijk) | 2003 | 70%   |